# Ruisseau d'Asse
Pour les articles homonymes, voir Asse.
Le ruisseau d'Asse ou ri d'Asse est un ruisseau de Belgique, affluent en rive gauche de la Berwinne faisant partie du bassin versant de la Meuse.
Il traverse Julémont et se jette dans la Berwinne à Mortroux, en province de Liège.